# Ladislao Vajda
Ladislao Vajda (Budapest, 18 d'agost de 1906 – Barcelona, 25 de març de 1965) va ser un cineasta hongarès que va treballar en diferents països com Espanya, Portugal, Regne Unit e Itàlia entre d'altres.
Peça clau en el panorama cinematogràfic espanyol entre els anys 40 i 50, va aconseguir la fama amb Marcelino, pan y vino, adaptació de la novel·la del mateix nom de José María Sánchez Silva. Va ser candidat en una ocasió per al Os d'Or del Festival de Berlín i en diverses ocasions per a la Palma d'Or del Festival de Cannes, on va formar part del jurat en 1958.

## Biografia
Nascut amb el nom de László Vajda Weisz, va ser fill del popular actor, director i escenògraf Ladislaus Vajda. Va començar unacarrera com a guionista al cinema mut austríac i alemany treballant com a muntador en els anys 30 del segle xx, al costat de noms com els de Billy Wilder o Henry Koster. En aquests anys també va fer tasques de direcció artística.
Un dels seus primers treballs com a director va ser Ember a híd alatt (L'home sota el pont, 1936), pel·lícula hongaresa influïda per Pabst o Wiene. El 1938, a la primeria de la Segona Guerra Mundial s'estableix a París i després a Itàlia, on dirigeix dos llargmetratges. La prohibició per Mussolini del segon, Giuliano de Medici (1941), amb la gran Conchita Montenegro, motiva que es traslladi a establir-se Espanya Aquí debuta amb Se vende un palacio (1943), film protagonitzat per Mary Santamaría, Roberto Rey, Manolo Morán i José Nieto.
Més tard vindrien títols amb Antonio Casal de protagonista com Te quiero para mí (1949), que va supondre el debut d'una joveníssima Sara Montiel. Altres pel·lícules amb Antonio Casal són: Doce lunas de miel (1944) i Cinco lobitos (1945), adaptació d'una obra dels germans Álvarez Quintero.
Amb Portugal va produir la policíaca Barrio (1947) i Tres espejos (1947), amb Rafael Durá i Mary Carrillo.
Vajda va rodar a Anglaterra The Golden Madonna (1949), una pel·lícula d'aventures protagonitzada per Phyllis Calvert i Michael Rennie i The Woman with No Name (1959).
Els anys 50 del segle xx, sense dubte, van ser els de la seva major esplendor artística. En les pel·lícules d'aquesta etapa es pot observar una clara influència del realitzador alemany Fritz Lang, sobretot en les suggeridores atmosferes, el gran nervi narratiu i una estètica derivada de l"expressionisme alemany que mai va abandonar. Els principals títols d'aquesta època són: Carne de horca (1953), amb Pepe Isbert; Marcelino pan y vino (1955) i Mi tío Jacinto (1956), amb Pablito Calvo; Tarde de toros (1956) i Un ángel pasó por Brooklyn (1957), film igualment pensat per al lluïment de Pablito Calvo, el qual va comptar amb Pepe Isbert i l'astre internacional Peter Ustinov.
Un dels títols més destacats de Vajda és Es geschah am hellichten Tag (1958), un thriller sobre un assassí en sèrie de nenes, coproducido entre Espanya, Alemanya i Suïssa, i basat en una adaptació de la novel·la del suís Friedrich Dürrenmatt, qui a més va signar el guió del film. Anys després l'autor suís editaria aquest guió en forma de novel·la sota el títol de La promesa (1958). De la mateixa història s'han arribat a rodar fins a tres versions més. La més recent és  El juramento (2001), dirigida per Sean Penn i protagonitzada per Jack Nicholson.
La majoria de la filmografia de Vajda va gaudir d'un gran favor popular i de crítica: Marcelino, pan y vino i Mi tío Jacinto van aconseguir premis en el Festival de Cannes i el Festival de Berlín; Tard de toros va ser nominada a la Palma d'Or i Es geschah am hellichten Tag a l'Os de Berlín. Va ser el descobridor de Sara Montiel.
Durant els anys 60, Vajda va realitzar diversos films menors a Alemanya i Espanya. Va morir a Barcelona el 1965 mentre rodava La dama de Beirut, protagonitzada per Sara Montiel.
En l'actualitat la seva obra es valorada de nou i se'l considera com un dels noms importants de la cinematografia europea.

## Premis
Medalles del Cercle d'Escriptors Cinematogràfics
| Any  | Categoria       | Pel·lícula            |
| ---- | --------------- | --------------------- |
| 1955 | Millor director | Marcelino, pan y vino |
| 1956 | Millor director | Tarde de toros        |

## Filmografia com a director
- La dama de Beirut (1965)
- Una chica casi formal (1963)
- Das Feuerschiff (1963)
- Der Lügner (1961)
- Die Schatten werden länger (1961)
- María, matrícula de Bilbao (1960)
- Apenas un duende (1959)
- Es geschah am hellichten Tag o El cebo (1958)
- Un ángel pasó por Brooklyn (1957)
- Mi tío Jacinto (1956)
- Tarde de toros (1956)
- Marcelino pan y vino (1955)
- Aventuras del barbero de Sevilla (1954)
- Carne de horca (1953)
- Doña Francisquita (1953)
- Ronda española (1952)
- The Woman with No Name (1950)
- Sin uniforme (1950)
- Séptima página (1950)
- The Golden Madonna (1949)
- Call of the Blood (1948)
- Barrio (1947)
- Tres espejos (1947)
- Cinco lobitos (1945)
- O Diabo São Elas (1945)
- El testamento del virrey (1944)
- Te quiero para mí (1944)
- Doce lunas de miel (1944)
- Se vende un palacio (1943)
- Giuliano de Medici (1941)
- La zia smemorata (1940)
- Péntek Rézi (1938)
- Fekete gyémántok (1938)
- Döntö pillanat (1938)
- Magdát kicsapják (1938)
- Az Én lányom nem olyan (1937)
- A Kölcsönkért kastély (1937)
- The Wife of General Ling (1937)
- Wings Over Africa (1937)
- Három sárkány (1936)
- Ember a híd alatt (1936)
- Szenzáció (1936)
- Haut comme trois pommes (1935)
- Love on Skis (1933)
- Where Is This Lady? (1932)

## Filmografía com a director artístic
- La Dama de Beirut (1965)
- Die Schatten werden länger (1961)
- María, matrícula de Bilbao (1960)
- Es geschah am hellichten Tag (1958)
- Un ángel pasó por Brooklyn (1957)
- Mi tío Jacinto (1956)
- Marcelino pan y vino (1955)
- Dona Francisquita (1953)
- La mujer sin nombre (The Woman with No Name) (1950)
- La Zia smemorata (1940)
- Ember a híd alatt (1936)
- Tarakanova (1930)
- Die Czardasf (1927)
- Die Lawine (1923)